# Cadik Danon
Cadik Danon (Cadik ben Danijel Danon; 20. april 1918, Sarajevo — 2. mart 2005, Beograd) je bio vrhovni rabin Saveza jevrejskih opština Jugoslavije i diplomata.

## Biografija
Rođen u uglednoj rabinskoj porodici, od oca Danijela i majke Grasie, prema porodičnom predanju potiče od rav Moše Danona čiji je grob u Stocu mesto hodočašća. Posle male mature u Travniku primljen je 1932. u Jevrejski srednji teološki zavod gde je i diplomirao 1937. Prvo je bio veroučitelj u Kosovskoj Mitrovici i Prištini a zatim je konkursom došao u Split.
U Aprilskom ratu 1941. su ga zarobili Nemci i Bugari ali je uspevao da im pobegne iz zarobljeništva u Split gde se bavio ilegalnim radom. Koristeći prostorije Jevrejske opštine i sinagoge pomagao je izbeglicama i narodnooslobodilačkom pokretu. U aprilu 1942. su ga uhapsili Italijani, koji su ga prebacili u logor na jugu Italije. I njima je uspeo da pobegne i uključio se u pokret otpora. Posle kapitulacije Italije pridružio se partizanima. Po završetku rata bio je član jugoslovenske vojne misije u Milanu.
U Jugoslaviju se vratio maja 1947. i saznao da mu je od cele famijilije preživele samo dve sestre. Otac, majka, braća, zetovi su bili žrtve ustaškog i nacističkog genocida.
Posle rata radio je kao rabin (1947—1950) a potom kao visoki zvaničnik Ministarstva spoljnih poslova FNR Jugoslavije, na funkciji šefa Odeljenja za nordijske zemlje (1953—1970). Između ostalog, obavljao je dužnosti jugoslovenskog predstavnika u Međunarodnoj komisiji za plovidbu Đerdapom (1958—1962) i otpravnika poslova Ambasade SFR Jugoslavije u Švedskoj (1968—1970).
Posle penzionisanja vratio se svešteničkom pozivu i obavljao funkciju vrhovnog rabina Jugoslavije (1972—1998). Više decenija bio je autor Jevrejskog verskog kalendara, a napisao je i knjigu „Osnovni pojmovi iz judaizma". Godine 1974. pokrenuo je tečajeve učenja hebrejskog jezika.
Na ovom složenom i odgovornom mestu je bio sve do 1998. kada je dužnost preneo rabinu Isaku Asijelu.
Sakupljao je jevrejske melodije, sinagogalne i folklorne. Voleo je da peva španske romanse i molitve.

## Knjige
Napisao je:
- "Zbirka pojmova iz Judaizma". Izdanje Saveza Jevrejskih opština Jugoslavije, 1996

## Odlikovanja
Nosilac je brojnih domaćih, ratnih i mirnodopskih odlikovanja: 
- Partizanske spomenice 1941,
- Ordena Zasluga za narod sa zlatnom zvezdom,
- Ordena za hrabrost,
- Ordena Bratstva ijedinstva sa srebrnim vencem,
- Ordena Zasluga za narod sa srebrnim zracima i
- Plakete grada Beograda.

Nosilac je i tri visoka strana odlikovanja: 
- Ordena predsednika Finske,
- Ordena Reda finskog lava i
- norveškog Ordena Svetog Olafa.

Jedan je od dvojice nosilaca, van Izraela, odlikovanja koje dodeljuje World Zionist Organization, WZO za razvoj jevrejskog obrazovanja u dijaspori.
Živeo je u Beogradu, gde je preminuo 2005. godine.